# Pineus abietinus
Pineus abietinus är en insektsart. Pineus abietinus ingår i släktet Pineus och familjen barrlöss. Inga underarter finns listade i Catalogue of Life.